# آن مک برید نورتون
آن مک برید نورتون (انگلیسی: Ann McBride Norton; ۲۳ ژوئن ۱۹۴۴ – ۵ مهٔ ۲۰۲۰) از فعال زنان اهل ایالات متحده آمریکا بود.

## افتخارات
وی همچنین برندهٔ جوایزی همچون برنامه فولبرایت شده‌است.